# Skandar Keynes
Skandar Keynes (født 5. september 1991) er en britisk skuespiller, som er mest kendt for at spille Edmund Pevensie i Walden Media og Disney' Narnia: Løven, heksen og garderobeskabet, Narnia: Prins Caspian, samt efterfølgeren Narnia: Morgenvandrerens rejse.